# Turiya And Râmakrishna (Alice Coltrane)
Pour les articles homonymes, voir Turiya et Râmakrishna.
 (avril 2019).
Turiya And Râmakrishna est un standard de jazz, composé par la pianiste, organiste, harpiste de jazz américaine Alice Coltrane (1937-2007) pour son troisième album Ptah, the El Daoud du label Impulse! de 1970 (Turiya est le nom sanskrit d'Alice Coltrane, qui définit un haut état de conscience pure hindouiste, et Râmakrishna est considéré comme « un des plus importants maîtres spirituels indiens de tous les temps »).

## Historique
Née à Détroit (Michigan) en 1937, Alice Coltrane reçoit une formation de musique classique, puis se produit dans des clubs de jazz de Détroit, puis de Paris ou elle s'installe à la fin des années 1950. Après avoir divorcé de son premier mari Kenny Hagood, elle créé son propre trio de jazz et rencontre le célèbre saxophoniste de jazz John Coltrane, avec qui elle vit à partir de 1963, et qu'elle épouse en 1965 (avec qui elle aura trois enfants, dont Ravi Coltrane) avant d’intégrer son « John Coltrane quartette » (groupe emblématique du jazz modal) de 1966 à la disparition de son mari en 1967.
Très influencée par les compositions de jazz mystique de John Coltrane, et par leur recherche commune de spiritualité (en particulier avec l'album-concept A Love Supreme de 1964, considéré par certains comme un des chefs-d’œuvre majeurs de l'histoire du jazz, ou par Wise One (John Coltrane) (Le Sage)...) elle développe son propre style au piano, à l'orgue, et à la harpe, et plus tard, au tambûr indien... Après la disparition de John, elle commence à composer et enregistrer ses propres albums, et se passionne pour la religion hindouiste qui influence son œuvre à partir des années 1970. Elle adopte le nom sanskrit de Turiya Alice Coltrane (qui définit un haut état de conscience pure hindouiste). Cette composition Turiya And Râmakrishna de jazz blues-modal-cool jazz, luxuriant, mélancolique, et apaisant, est considéré comme une de ses meilleurs compositions, d'un de ses meilleurs albums Ptah, the El Daoud (dédié au dieu égyptien Ptah El Daoud : celui qui créé).

## Groupe
- Alice Coltrane : harpe, piano
- Joe Henderson : flûte alto, saxophone ténor
- Pharoah Sanders : flûte alto, saxophone ténor, cloches
- Ron Carter : contrebasse
- Ben Riley : batterie

## Album Ptah, the El Daoud
- Ptah, the El Daoud – 13:58
- Turiya and Râmakrishna – 8:19
- Blue Nile – 6:58
- Mantra – 16:33